# NMBS/SNCB-Reihe 18 (Alsthom)

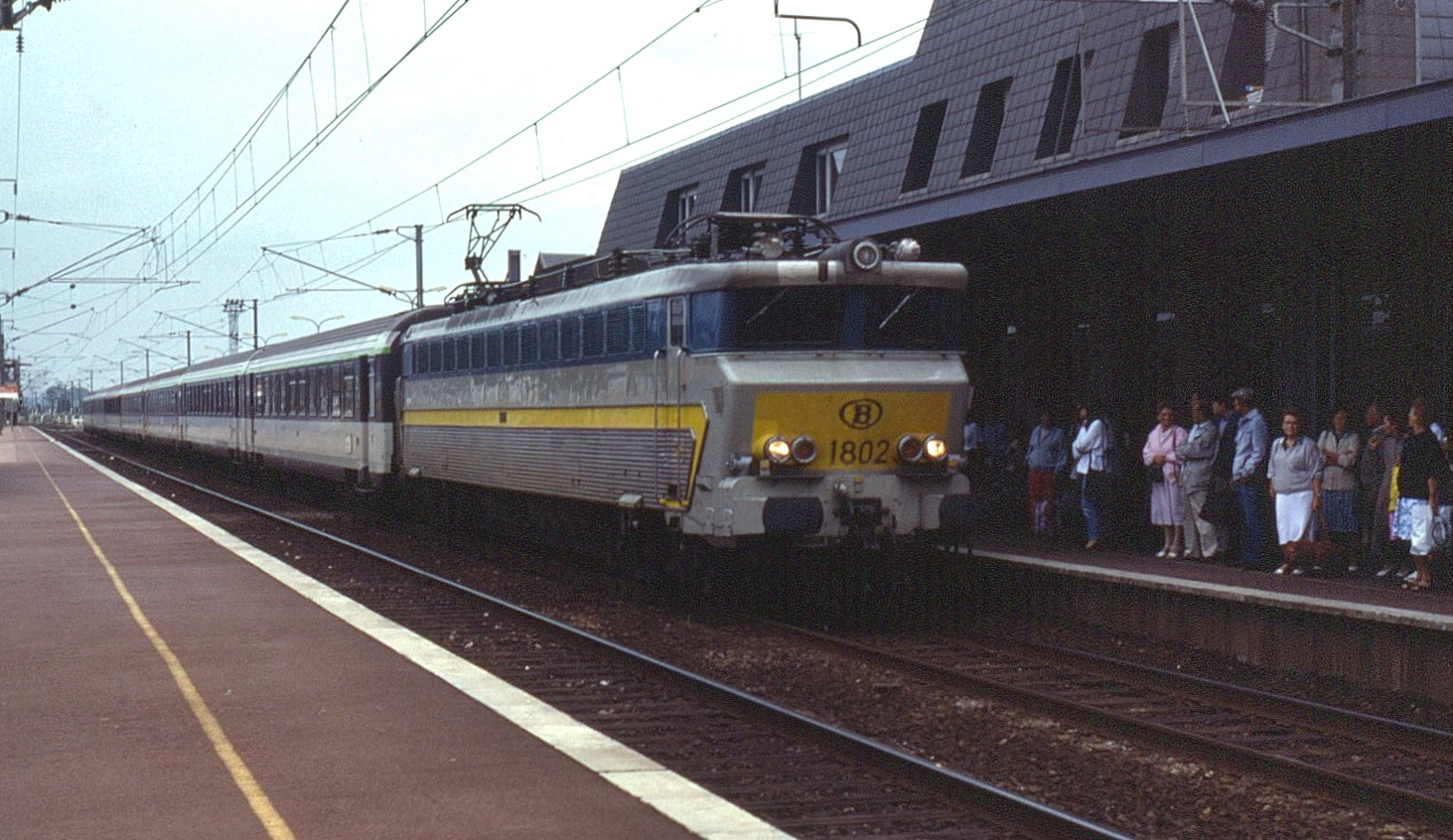
1802 in geänderter Lackierung im französischen Bahnhof Compiègne, 1989

Die NMBS/SNCB-Reihe 18 des französischen Konzerns Alsthom war eine belgische Lokomotivbaureihe.
Die Baureihe war eine Weiterentwicklung der französischen SNCF CC 40100 für die belgischen Staatsbahnen und wurde zwischen 1973 und 1974 in Dienst gestellt. Die Mehrsystemlokomotiven waren für den grenzüberschreitenden Verkehr gedacht und wurden hauptsächlich auf den Strecken von Belgien nach Köln und Paris verwendet. Die sechs Fahrzeuge trugen die Nummerierung 1801 bis 1806. Inzwischen sind alle Fahrzeuge außer Dienst gestellt und größtenteils verschrottet.

## Verbleib
HLE 1801
Die 1801 wurde 1999 nach ihrer Revision so modernisiert, um mit den Wagen der Gattung I10 fahren zu können, Anfang 2008 wurde sie verschrottet.
HLE 1802
Die 1802 wurde wegen übermäßigem Verschleiß an den Drehgestellen im April 1997 abgestellt und wurde nach mehr als 12 Jahren Standzeit in Kinkempois im Juli 2009 in Courcelles-Motte verschrottet.
HLE 1803
Die 1803 sollte nach ihrer Abstellung verschrottet werden, kam aber unter den Hammer und wurde an die Firma Rails & Traction verkauft, um die Lokomotive wieder in Betrieb zu nehmen und vor Arbeitszügen in der Schweiz einsetzen zu können. Da diese Modifikationen umfangreicher waren als erwartet und die Lokomotive für die niedrigen Geschwindigkeiten solcher Züge eigentlich nicht geeignet war, wurde die Lokomotive in Raeren bei der Vennbahn abgestellt, wo sie zusammen mit 1806 bis 2012 verweilte, bis die beiden Lokomotiven über den Bahnhof Aachen West weiter nach Osteuropa überführt und dort verschrottet wurden.
HLE 1804
Die 1804 wurde ebenfalls 1997 aus dem Dienst genommen und als Ersatzteilspender für die anderen HLE 18 Lokomotiven genutzt. Genau wie die HLE 1802 wurde sie 12 Jahre in Kinkempois abgestellt und im Juli 2009 in Courcelles-Motte verschrottet.
HLE 1805
Die 1805 ist die einzige noch erhaltene Vertreterin dieser Baureihe. Im Jahr 2000 bekam der Eisenbahnverein PFT die Möglichkeit, die Lokomotive von der NMBS/SNCB zu kaufen. Es wurde jedoch eine Klausel in den Kaufvertrag aufgenommen, so dass sie nicht an potenzielle private Betreiber verliehen werden darf. Die Zugsicherungen und das Bordfunkgerät wurden ebenfalls entfernt, so dass sie nicht mehr im Infrabel-Netz verwendet werden kann, obwohl die Lokomotive tatsächlich noch betriebsfähig ist. Sie steht bei der PFT in Saint-Ghislain und steht dort ausgestellt zusammen mit vielen weiteren ausrangierten Lokomotiven der NMBS/SNCB.
HLE 1806
Die 1806 ereilte dasselbe Schicksal wie 1803, sie wurde an die Firma Rails & Traction verkauft, um in der Schweiz eingesetzt zu werden. Da die geplanten Modifikationen zu umfangreich waren, wurde sie wie 1803 nach Raeren zur Vennbahn gebracht, bis sie zusammen mit 1803 nach der Überführung nach Osteuropa verschrottet wurde.
Seit 2009 sind die Betriebsnummern ab 1801 durch die neuen Loks der Baureihe NMBS/SNCB-Reihe 18 von Siemens besetzt.